# Subi Suresh
Subi Suresh (Ernakulam, 23 de agosto de 1981- Cochín, 22 de febrero de 2023) fue una actriz, artista y presentadora india.

## Biografía
Suresh nació en Tripunithura, distrito de Ernakulam y creció en una familia hindú originaria de Cochi, Kerala, India. Sus padres fueron Suresh y Ambika. Realizó su escolaridad en Tripunithura Government School y finalizó su educación de  Santa Teresa College en Ernakulam.
Subi fue conocida entre la audiencia malaya por sus programas de comedia. Inicio su carrera en agosto de 1993 como actriz para Cinemala. Participó en la industria del cine en Malasia en 2001 con la película Aparannar Nagarathil, dirigida por Nisar. Suresh posteriormente actuó en más de 20 películas incluyendo: Elsamma Enna Aankutty, Panchavarna Tatta, Happy Husbands y Drama.
Subi aparecería en series de televisión como Thaksara Lahala en 2010 y Kuttipattalam, así como en la película Grihanathan en 2012. También participó en varios programas de comedia en la televisión de Malasia como actriz y comediante. Fue miembro de la tropa Cochin Kalabhavan y fue un rostro muy popular en los programas de comedia, en el tiempo en que las mujeres tenían mínima participación. En 2018, trabajó en Malayalam TV, con el programa Labour Room.

## Fallecimiento
Falleció el 22 de febrero de 2023 a los 41 años, de insuficiencia hepática en un hospital privado en Cochín, India.

## Filmografía
- 2007: Detective
- 2010: Thaskara Lahala
- 2011: Lucky Jokers
- 2013: Dolls